# Vorspannwerkzeug
Als Vorspannwerkzeug oder auch Schraubenvorspannwerkzeug bezeichnet man ein Werkzeug zur axialen Vorspannung von Schrauben oder Gewindebolzen mittels Hebelkraft oder Hydraulik.
Die Vorspannung sorgt dafür, dass die Schraube unter latente Zugspannung gerät, die mindestens so groß ist, dass bei größter Belastung und/oder thermischer Wechselbelastung die verschraubten Teile nicht voneinander weichen.

## Manuelle Schraubenvorspannung

Analogie der Vorspannung von Feder und Bolzen

Verschiedene, manuell zu bedienende Handwerkzeuge können auch als Vorspannwerkzeuge eingesetzt werden. So werden beispielsweise mit Hilfe von Schraubenschlüsseln, Knarre (oder Ratsche) die Radmuttern von Fahrzeugen nicht nur bis auf Anschlag festgedreht, sondern darüber hinaus mit einer unbestimmten Vorspannkraft beim Schraubenschlüssel oder mit einer bestimmten Vorspannkraft bzw. einem definierten Drehmoment beim Drehmomentschlüssel angezogen.

## Hydraulische Schraubenvorspannung

### Hydraulikschrauber
Der Hydraulikschrauber dient gleichzeitig als Schraubenvorspannwerkzeug mit bestimmtem, einstellbaren Drehmoment.

### Bolt Tensioner
Bei komplexen technischen Anlagen wie z. B. Stahlbrücken, Windenergieanlagen, Marineanwendungen oder Kernkraftwerken kommen zum Teil spezielle, hydraulische Vorspannwerkzeuge (englisch: Bolt Tensioner) zum Einsatz, mit denen ein oder gleich mehrere Gewindebolzen gleichzeitig angezogen und vorgespannt werden können. Diese hydraulischen Vorspannwerkzeuge können auch dauerhaft in oder an einer technischen Anlage montiert werden und mittels Sensoren und einer Steuerung die Vorspannkraft kontinuierlich überwachen und regulieren. Die Anordnung der Vorspannwerkzeuge kann je nach Anwendung beispielsweise in einem vordefinierten Lochkranz oder in bestimmten Abständen entlang einer Schiene erfolgen. 
Ein Anbieter derartiger Vorspannwerkzeuge ist die weltweit für den Vertrieb von Wälzlagern bekannte SKF.